# Witold Jedynak
Witold Jedynak (ur. 1965 w Przeworsku) – polski socjolog i teolog, duchowny katolicki, profesor nadzwyczajny Uniwersytetu Rzeszowskiego. 

## Życiorys
Studia wyższe z teologii zakończył obroną pracy magisterskiej na Katolickim Uniwersytecie Lubelskim w 1991 roku. W latach 1994– 1998 odbył studia doktoranckie w Akademii Teologii Katolickiej w Warszawie, które zwieńczył obroną pracy doktorskiej na temat zagadnień społecznych w nauczaniu przemyskiego biskupa, Ignacego Tokarczuka. Kolokwium habilitacyjne przeprowadził w 2007 roku w Uniwersytecie Kardynała Stefana Wyszyńskiego na podstawie rozprawy habilitacyjnej „Społeczny wymiar apostolstwa ludzi świeckich w ujęciu biskupa przemyskiego Józefa Sebastiana Pelczara”, Od 2008 roku rozpoczął pracę dydaktyczno-naukową w Instytucie Socjologii Uniwersytetu Rzeszowskiego i objął kierownictwo nowo utworzonego Zakładu Polityki Społecznej i Pracy Socjalnej. W latach 2009–2012 pełnił obowiązki zastępcy dyrektora instytutu socjologii ds. naukowo-organizacyjnych, a od 1 września 2012 roku objął stanowisko Dyrektora Instytutu Socjologii Uniwersytetu Rzeszowskiego.
Witold Jedynak jest autorem 5 książek i redaktorem 7 publikacji zbiorowych. W swoim dorobku naukowym ma ok. 70 artykułów naukowych oraz ponad 100 publikacji popularnonaukowych i publicystycznych. Uczestniczył w licznych konferencjach krajowych i międzynarodowych. Promotor i recenzent prac doktorskich, magisterskich i licencjackich. W latach 2001–2010 był ekspertem ministerstwa edukacji narodowej ds. awansu zawodowego nauczycieli. Zainteresowania naukowe obejmują zagadnienia związane z socjologią religii, socjologią moralności, teologią pastoralną, historią, pracą socjalną oraz społeczną nauką kościoła.